# Anglezarke Reservoir
Anglezarke Reservoir är en reservoar i Storbritannien. Den ligger i riksdelen England, i den centrala delen av landet. Anglezarke Reservoir ligger 187 meter över havet. Trakten runt Anglezarke Reservoir består i huvudsak av gräsmarker, jordbruksmark och hed.